# Альсевич, Виталий Викентьевич
Вита́лий Вике́нтьевич Альсе́вич (бел. Віта́ль Віке́нцьевіч Альсе́віч; 4 января 1945, Щётки, Полоцкая область) — советский, белорусский математик, профессор кафедры методов оптимального управления ФПМИ, кандидат физико-математических наук, Соросовский доцент; отличник образования Республики Беларусь.

## Биография
Родился 4 января 1945 года в деревне Щётки (ныне — Поставского района Витебской области).
В 1962 году окончил среднюю школу, в 1967 — математический факультет Белорусского университета.
В 1967—1968 и 1970—1977 годы — стажёр-исследователь, младший научный сотрудник Института математики АН БССР. В 1968—1970 годы служил в рядах Советской Армии в должности командира взвода.
С 1977 года преподаёт на кафедре методов оптимального управления факультета прикладной математики и информатики БГУ: старший преподаватель, доцент (1981), с 1996 — в должности профессора. Читает базовые курсы лекций по дисциплинам «Математическая экономика», «Методы оптимизации», «Теоретическая механика», «Экономическая кибернетика», а также некоторые специальные курсы.

## Научная деятельность
В 1975 году защитил кандидатскую диссертацию («Необходимые условия оптимальности в негладких задачах оптимального управления»); профессор (2001).
Научные интересы связаны с исследованием негладких задач оптимального управления как обыкновенными динамическими системами, так и с последействием. Им получены необходимые, а в некоторых случаях и достаточные условия оптимальности управляющих воздействий, в том числе и особых. Для систем с последействием Виталий Викентьевич разработал оригинальный подход к получению условий оптимальности, который позволил получить новые результаты для случаев переменного запаздывания без каких-либо предположений относительно величины производной. Также в последнее время его научные интересы дополнительно связаны с конструктивными методами решения задач оптимального управления системами с последействием, а также с применением математических методов к решению экономических задач.
Подготовил 2 кандидатов наук. Автор более 80 научных и научно-методических работ, среди которых монография и учебные пособия, три из которых имеют гриф Министерства образования РБ.

### Избранные публикации
Монографии
- Альсевич В. В. Оптимизация динамических систем с запаздываниями. — Минск: БГУ, 2000. — ISBN 985-445-379-0

Учебные пособия
- Альсевич В. В. Математическая экономика: Конструктивная теория. Уч. пособие. — Минск: ДизайнПро, 1998. (С грифом Минвуза)
- Альсевич В. В., Габасов Р., Глушенков В. С. Оптимизация линейных экономических моделей: Статические задачи: Уч. пособие. — Минск: БГУ, 2000. — ISBN 985-445-258-1 (С грифом Минвуза)
- Альсевич В. В., Крахотко В. В. Методы оптимизации. Упражнения и задания: Уч. пособие. — Минск: БГУ, 2005. — ISBN 985-485-353-5 (С грифом Минвуза)
- Альсевич В. В. Введение в математическую экономику. Конструктивная теория: Уч. пособие. — М.: Едиториал УРСС, 2005.
  - 3-е изд. — М.: Книжный дом «ЛИБРОКОМ», 2009.

Статьи
- Альсевич В. В. Необходимые условия оптимальности для минимаксных задач оптимизации // Дифференц. уравнения. — 1976. — Т. 12, № 8. — С. 1384—1391.
- Alsevich V. V., Krakhotko V. V., Razmyslovich G. P. On the Theory of Dynamic Systems with Delay // Functional-Differential Systems and Related Topics: Proc. of the 15th Int. Conf., Błażejewko, 1979. — Zielona Góra (Poland), 1980. — P. 207—216.
- Альсевич В. В., Францкевич О. В. Особые управления для задач с функционалом, зависящим от промежуточных состояний системы // Весцi АН БССР. Сер. фіз.-мат. навук. — 1983. — № 3. — С. 33—37.
- Alsevich V.V., Kostyukova O.I., Pesheva Yu.H. Properties of the Cotrajectory in Support Maximum Principle for Time-Delayed Systems with functional restrictions // Mathematica Balkanica. New Series. — 1995. — Vol. 9, № 2-3. — P. 217—237.
- Альсевич В. В., Кириллова Ф. М. Задачи оптимального управления и наблюдения для неопределенных динамических систем с последействием // Автоматика и телемеханика. — 1996. — № 9. — С. 117—130.
- Альсевич В. В. Алгоритм построения оперативного решения задачи производственного потребления в условиях изменяющихся цен и бюджета // Региональное сотрудничество: Матер. междунар. науч.-практ. конф. — Гродно, 2000. — С. 99 — 106.
- Альсевич В. В. Сравнительная статика потребления // Региональная экономическая политика: Матер. междунар. науч.-практ. конф.: В 2-х ч. — Гродно: ГрГУ, 2001. — Ч. 2. — С. 7—10.

Публикации в электронном виде
- Альсевич В. В., Крахотко В. В. Методы оптимизации. № ТД-G.267/тип: Типовая учебная программа для высших учебных заведений по специальностям: 1-31 03 03 Прикладная математика (по направлениям); 1-31 03 04 Информатика; 1-31 03 05 Актуарная математика; 1-31 03 06 01 Экономическая кибернетика (математические методы и компьютерное моделирование в экономике); 1-98 01 01-01 Компьютерная безопасность (математические методы и программные системы). — 2010.
- Альсевич В. В. Математическая экономика. № ТД-G.264/тип: Типовая учебная программа для высших учебных заведений по специальности 1-31 03 06-01 Экономическая кибернетика (математические методы и компьютерное моделирование в экономике). — 2010.
- Альсевич В. В. Исследование задачи анализа производственной деятельности в условиях несовершенной конкуренции. — Минск: Ин-т математики НАН Беларуси, 2008.
- Габасов Р., Альсевич В. В., Русакова Д. В. Оптимизация непрерывных динамических систем с запаздыванием в классе дискретных управляющих воздействий. — Минск: БГУ, 2013.
- Альсевич В. В. Особые программы в задаче оптимизации функционала, зависящего от промежуточных состояний системы с запаздыванием. — Минск: Ин-т математики НАН Беларуси, 2008.

## Награды
- медаль «За воинскую доблесть» (1970);
- Нагрудный знак «Отличник образования Республики Беларусь» (2004);
- Почётные грамоты БГУ и Минвуза[1].